# Nuoto ai Giochi della III Olimpiade - 100 iarde dorso
Le 100 iarde dorso erano una delle nove gare del programma di nuoto dei Giochi della III Olimpiade di Saint Louis, presso Forest Park. Si svolse il 6 settembre 1904. Vi parteciparono sei nuotatori, provenienti da due nazioni. Fu la prima volta che venne disputata una gara su una distanza simile alle Olimpiadi e la sola volta che venne usato il miglio come distanza.

## Risultati
Si disputò direttamente la finale. Alla gara delle 100 iarde dorso parteciparono sei nuotatori, tre statunitensi e tre tedeschi. I primi non ebbero gara contro gli europei che dominarono la gara, così come fecero propria la gara delle 440 iarde rana.

### Finale
| Posizione | Atleta          | Paese       | Tempo  |
| --------- | --------------- | ----------- | ------ |
|           | Walter Brack    | Germania    | 1'16"8 |
|           | Georg Hoffmann  | Germania    | ---    |
|           | Georg Zacharias | Germania    | ---    |
| 4         | Bill Orthwein   | Stati Uniti | ---    |
| 5         | David Hammond   | Stati Uniti | ---    |
| 6         | Edwin Swatek    | Stati Uniti | ---    |